# Rancennes

Rancennes este o comună în departamentul Ardennes din nordul Franței. În 1 ianuarie 2022 avea o populație de 707 de locuitori.